# 主役 (フィクション)
主役（しゅやく）は、フィクション用語の一つ。

## 概要
物語の中心人物。物語の中心や根幹と深い係わりのある人物。このような人物を女性にしてヒロインの役割も与える手法も存在する。
事件解決を担うヒーローや作品の題材やメッセージの体現者、ヒロインとして扱われる人物などが挙げられる。

## 主人公との比較
たとえば視点中心人物と事件やトラブルを解決するために主だった活躍をする人物が違う作品があった場合、主人公は視点の位置によって決められ主人公と言えば視点中心人物を指す事が多い。

## 演劇における主役
映画やドラマ、演劇では、主人公の役を演じる者を主役と呼ぶ。この場合の主役とは主演と同意語である。